# Толь, Герман

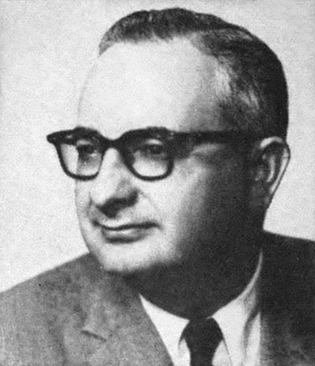
Герман Толь

Герман Толь (англ. Herman Toll, 15 марта 1907, Киев, Российская империя — 26 июля 1967, Филадельфия, США) — американский политик, член Палаты представителей США от Пенсильвании в 1959—1967 годах.

## Биография
Родился в Богуславе в еврейской семье. Окончил юридическую школу Университета Темпл в Филадельфии. В 1950 году избран в Палату представителей штата Пенсильвания.
В 1958 году избран от Демократической партии в американский Конгресс и был переизбран три раза, член Палаты до 1967 года. В 1966 году не выставлял свою кандидатуру на очередных выборах.
Похоронен на кладбище Рузвельта в Пенсильвании.